# Chiesa di Santa Teresa dei Maschi
La chiesa di Santa Teresa dei Maschi è una chiesa barocca nella città vecchia di Bari, sede della Bibart Biennale internazionale d'arte contemporanea e del Museo dei pigmenti naturali colorati.

## Descrizione

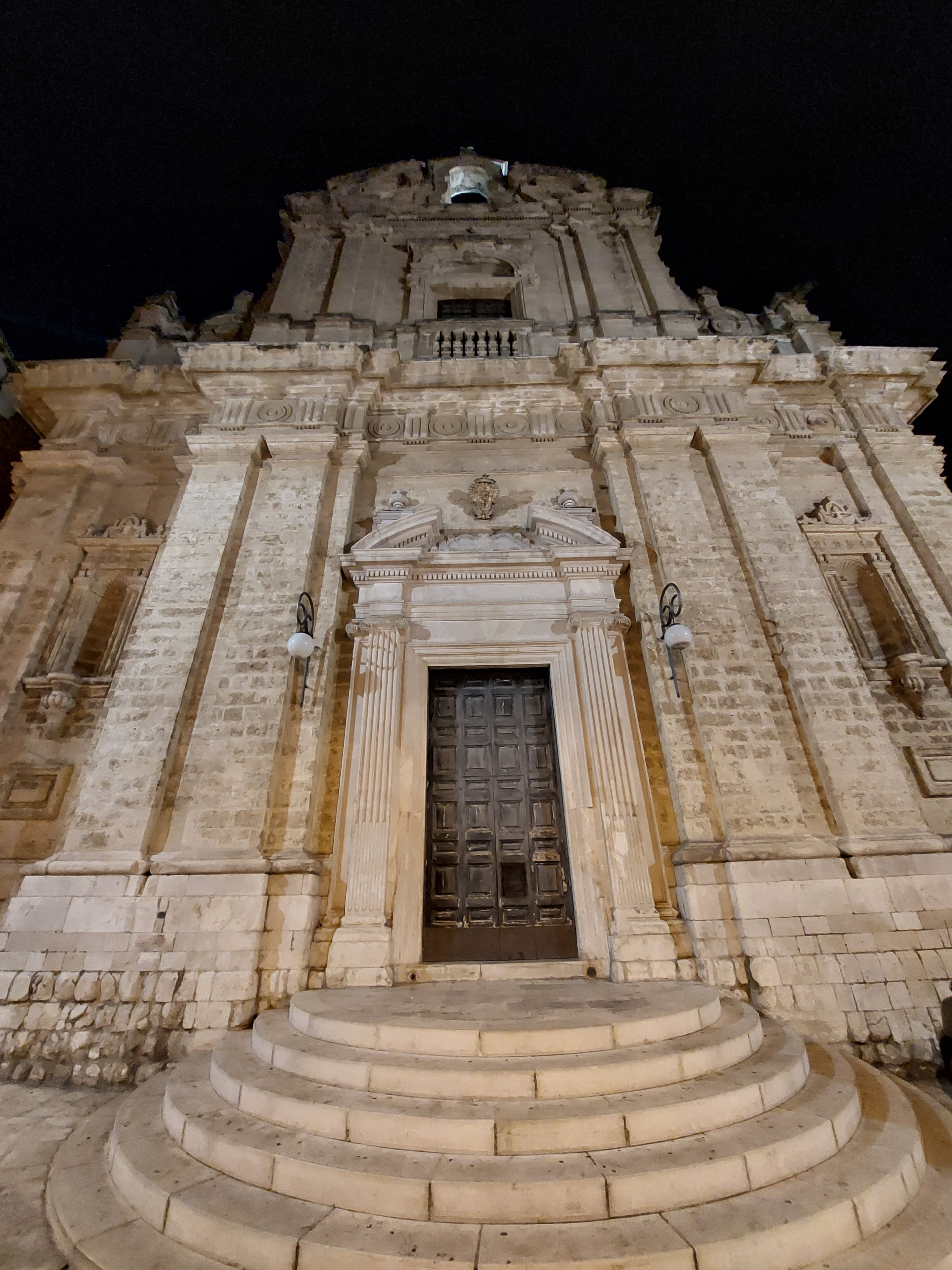
La facciata della chiesa di notte

L'interno della Chiesa oggi è un centro d'arte, sede della Bibart Biennale Internazionale d'arte contemporanea e museo dei pigmenti naturali colorati, ospita numerose mostre d'arte nazionali ed internazionali in cui arte contemporanea e dipinti del XVII secolo trovano equilibrio. All'interno sono conservati pigmenti colorati rari come il giallo orpimento, il blu oltremare ottenuto dal lapislazzulo, il blu di prussia, vi è anche una collezione di resine naturali come la resina Dammar, la gomma adragante e il mastice di Chios. Attualmente il responsabile del Museo e del centro d’arte è il Maestro Miguel Gomez affermato artista e studioso del colore. Situata nel cuore del borgo Antico di Bari la sua cupola e visibile sullo skyline della città. 
I Carmelitani Scalzi iniziarono la costruzione del monastero nel 1671; la chiesa fu eretta tra il 1690 e il 1696, come riportato nella lunetta del timpano della facciata.
La denominazione è di derivazione popolare, ed era utilizzata per evitare la confusione con l'altra chiesa di Santa Teresa, ove dimoravano le Carmelitane e per questo detta "delle Donne",
quest'ultima non è più esistente. 
L'interno ha pianta a croce greca, con bracci coperti da volte a botte e quadrato centrale coperto da cupola a sesto acuto. L'abside è rettangolare.
All'interno, l'arredo sacro è costituito da una serie di tele di Andrea Miglionico (1663-1718), allievo del Luca Giordano, e Nicola Gliri, e tre paliotti d'altare in legni intarsiati. 
Il chiostro del monastero si presenta completamente conservato.